# Exist for Love
Exist For Love è un singolo della cantante norvegese Aurora, pubblicato il 14 maggio 2020 come primo estratto dal terzo album in studio The Gods We Can Touch.

## Tracce
1. Exist For Love – 4:12 (Aurora Aksnes, Magnus Åserud Skylstad, Glen Roberts)